# Lovely Children
Lovely Children (絶対 可憐 チルドレン, Zettai Karen Children) là một manga shōnen của Shiina Takashi. Manga này bắt đầu được đăng trong tạp chí manga Shogakukan's Shōnen Sunday từ năm 2005. Nó đã được dựng thành một loạt anime chiếu từ ngày ngày 06 tháng 4 năm 2008 gồm 51 tập phim ngắn. Shiina phát triển một loạt trong một câu truyện ngắn, ông đã viết trong một vấn đề đặc biệt của tạp chí Shonen Sunday. Loạt phim về cơ bản giống nhau, ngoại trừ việc nhân vật Minamoto Kōichi trong anime tên là "Minamoto Hikaru" và có quyền lực tâm linh.

## Nội dung
Trong tương lai, những người có ESP đang ngày càng trở nên phổ biến và với nó, sự cần thiết của cách xây dựng khả năng sử dụng duy nhất của họ. Thật không may, cũng có espers lạm dụng quyền hạn của họ và vận dùng chúng để phá hoại. Giải pháp của chính phủ Nhật Bản được lựa chọn để cả hai thách thức là việc thành lập Babel (Base of Backing ESP Laboratory) với mục đích thẩm định, xác định, nuôi dưỡng, và bảo vệ espers. Năm thập kỷ sau, B.A.B.E.L. đặt một bộ ba espers Cấp 7 (cấp cao nhất trong các cấp độ của ESP) của Nhật Bản và tập hợp chúng thành một nhóm esper đặc biệt được gọi là "The Chldren" mặc dù cả ba có thái độ nghi vấn và phát triển mối quan hệ thân vì chính sách khủng bố và ostricization do sự sợ hãi không biết gì về quyền hạn của mình. Tuy nhiên, câu hỏi trong quá trình quản Babel của năm năm qua bây giờ đã trở thành liệu Akashi Kaoru, Sannomiya Shiho, và Nogami Aoi có thể trở thành các thiên thần cứu trái đất.

## Nhân vật

### Nhân vật chính
Minamoto Kōichi (皆 本 光 一)
Lồng tiếng bởi: Nakamura Yuuichi 
Anh là một con người bình thường với chỉ số IQ rất cao(trên 200) và trong phụ truyện trong tập 1, anh cũng là một esper level 7 với năng lực anti-anti esper). Anh là phụ trách của "The Children" đặc biệt Esper Team, với trách nhiệm giám sát chăm sóc chúng và hướng dẫn chúng sử dụng sức mạnh của mình vào việc tốt. Tính tình tốt bụng, khoan dung, có lần khi anh bị đẩy qua giới hạn của mình và đi vào một Fist của nhân Bắc Star-cảm hứng hoàn thành
Akashi Kaoru
Tên trong tương lai:Queen of Catastrophe(nữ hoàng hủy diệt)
Lồng tiếng bởi: Hirano Aya 
Siêu năng lực điều khiển bằng ý nghĩ cấp 7, Kaoru là thành viên thiếu thận trọng và nhiệt tình của "The Children" đặc biệt cùng với Shiho và Aoi cô thường sử dụng quá mức năng lượng của mình. Mặc dù là con gái, Kaoru hay làm những việc như đọc tạp chí áo tắm, hay sờ ngực bạn mình.Mẹ và chị Kaoru đều làm nghề diễn viên.10 năm sau, khi Kaoru đã là người lớn, cô có tình cảm với Minamoto.
Nogami Aoi
Tên trong tương lai: Lightspeed Goddess(nữ thần tốc độ ánh sáng)
Lồng tiếng bởi: Shiraishi Ryoko 
Một esper mười tuổi với khả năng dịch chuyển tức thời cấp 7, Aoi là thành viên của "The Children" cùng với Kaoru và Shiho, cô thích chơi trò chơi video trong thời gian rảnh rỗi của mình. Quê cô ở Kyoto. Aoi có bộ ngực nhỏ so với hai người bạn nên hay bị Kaoru trêu chọc.
Sannomiya Shiho
Tên trong tương lai: Untouchable Empress(nữ vương không thể chạm tới)
Lồng tiếng: Haruka Tomatsu 
Một esper mười tuổi với siêu năng lực cảm ứng cấp 7 Sức mạnh của cô cho phép mình đọc suy nghĩ của người khác bằng cách chạm vào người đó, liên lạc và tăng cường tính chính xác của mình khi sử dụng súng và vũ khí ném. Shiho thường cho thấy một nhân cách trưởng thành hơn so với Aoi và Kaoru vì cô có bố là cảnh sát.

### Nhân vật phụ
Kiritsubo
53 tuổi, Cục trưởng cục nghiên cứu phát triển siêu năng lực Babel. Ông luôn tha thứ cho nhóm "The Children" khi chúng gây ra việc gì đó tồi tệ.
Fujiko Tsubomi
Tuổi thật: 80, bề ngoài: 18, là người sáng lập ra Babel. Trong thời chiến, bà là chị gái và cùng chiến đấu với Hyobu Kyosuke. Bà giữ được tuổi được tuổi thanh xuân là hút năng lượng sống của các ESP khác trẻ hơn. Bà sở hữu siêu năng lực hợp thành.
Thiếu tá Hyobu Kyosuke
Người sở hữu siêu năng lực phức hợp, là người sáng lập ra tổ chức PANDRA nhằm mục đích xây dựng một thế giới dành riêng cho ESP.
Kashiwagi
Thư ký của cục trưởng Kiritsubo.
Black Phantom
Lai lịch của nhân vật này hiện nay chưa rõ; là người thành lập tổ chức Black Phantom sử dụng các ESP như công cụ vũ khí.
Naomy
Bí danh: wild cat, là người sở hữu siêu năng lực điều khiển bằng ý nghĩ cấp 6, cô rất không ưa phụ trách của mình là Tanizaki nhưng ông ta lại rất thích cô.
Nhóm "The Hound"
Gồm 2 thành viên: Akira và Hatsune. Akira có khả năng truyền linh hồn của mình vào con vật và điều khiển nó. Hatsune có khả năng biến thành sói.

## Truyền thông

### Manga
Zettai Karen Children là một manga shōnen viết và minh họa bởi Shiina Takashi. Bắt đầu đăng trong tạp chí Shōnen manga của Chủ Nhật trong năm 2005. Shiina phát triển một loạt trong một câu truyện ngắn, ông đã viết trong một vấn đề đặc biệt của tạp chí Shonen Sunday.

### Anime
Một anime được sản xuất bởi SynergySP đã bắt đầu phát sóng tại Nhật Bản trên kênhTV Tokyo vào ngày 6 Tháng 4năm 2008, và gồm 51 tập anime có hai bản nhạc chủ đề;. Mở một chủ đề và một kết thúc chủ đề. Chủ đề mở đầu là "Over The Future" của Karen Girl's, các kết thúc đầu tiên chủ đề là "Zettai love×love Sengen!!" Diễn viên:Aya Hirano, Ryoko Shiraishi và Haruka Tomatsu"; kết thúc thứ hai chủ đề là "Datte Daihonmei" (DATTE 大 本命?), Cũng bởi Hirano, Shiraishi, và Tomatsu. Từ tập 27 trở đi mở chủ đề đã thay đổi để "My Wings", một lần nữa bởi Karen Girl's và chủ đề kết thúc thay đổi để "Break Your Destiny" của Yuuichi Nakamura, Kisho Taniyama và Kōji.
Một tập phim OVA đã được thông báo sẽ được phát hành vào mùa hè 2010. Nó bao gồm các tài liệu ban đầu dựa trên câu chuyện trung học cơ sở hồ quang học.

### Video game
Một game dành cho Nintendo DS được phát triển bởi Konami được Zettai Karen Children DS: Dai-4 no children (絶対 可憐 チルドレン DS 第 4 の チルドレン) được? Phát hành vào ngày 04 Tháng Chín năm 2008.
Akashi Kaoru xuất hiện như một nhân vật chiến đấu trong các trò chơi chiến đấu chủ nhật Tạp chí VS: Shūketsu! Chōjō Daikessen (サンデー VS マガジン 集結 顶上 大 决 戦!?) Cho PlayStation Portable của Sony. Nhân vật Aoi, Shiho, Minamoto, Fujiko và Hyōbu cũng xuất hiện như một phần của di chuyển đặc biệt hoặc là hỗ trợ. Trò chơi được phát triển bởi Konami và phát hành vào ngày 26 Tháng Ba Năm 2009.